# Questo difficile amore
Questo difficile amore (The Family Way) è un film britannico del 1966 diretto da Roy Boulting, basato sul testo teatrale All in Good Time di Bill Naughton (1963). Paul McCartney, all'epoca ancora membro dei Beatles, scrisse la colonna sonora.

## Trama
Jenny e Arthur sono giovani e innamorati, dopo il ricevimento di nozze devono tornare nella casa della famiglia di lui ma per una serie di fortuiti accadimenti non riescono a consumare la loro prima notte d'amore. 
Sperano nel loro viaggio di nozze ma questo salta quando scoprono che l'agente di viaggio è fuggito con il loro denaro. Anche il sogno di una casa loro non si realizza e i differenti orari di lavoro non permettono loro di trovare momenti di solitudine e intimità.